# Argia subapicalis
Argia subapicalis là một loài chuồn chuồn kim trong họ Coenagrionidae.
Loài này được xếp vào nhóm loài thiếu dữ liệu trong sách Đỏ của IUCN năm 2007.
Argia subapicalis được Calvert miêu tả khoa học năm 1909.